# Bathyaulax pippolaensis
Bathyaulax pippolaensis är en stekelart som beskrevs av Kaartinen och Donald L.J. Quicke 2007. Bathyaulax pippolaensis ingår i släktet Bathyaulax och familjen bracksteklar. Inga underarter finns listade.